# Colli Portuensi
Colli Portuensi è la zona urbanistica 16A del Municipio Roma XII di Roma Capitale. Si estende sul quartiere Q. XII Gianicolense.

## Geografia fisica

### Territorio
La zona urbanistica confina:
- a nord con la zona urbanistica 16D Gianicolense
- a est con la zona urbanistica 15A Marconi
- a sud-est con la zona urbanistica 15B Portuense
- a sud con la zona urbanistica 15D Trullo
- a ovest con le zone urbanistiche 15F Corviale e 16B Buon Pastore

## Storia
Tutta la zona era un terreno paludoso, bonificato nel periodo fascista.
L'attuale viale dei Colli Portuensi ricalca l'andamento dell'antico fosso di papa Leone, che scorreva sul fondo di una vallata utilizzata per far passare le bestie al pascolo. Si ricordano ancora transiti di greggi alla fine degli anni '60. Il primo tratto del viale, dalla circonvallazione Gianicolense a largo Alberto Missiroli, risulta già aperto nel 1959. In effetti il viale doveva far parte del tracciato originario della via Olimpica, ideata in vista dei Giochi di Roma 1960 per collegare gli impianti sportivi del Foro Italico con quelli dell'EUR. Esso però non venne completato in tempo per l'apertura delle Olimpiadi e fu quindi sostituito dal più lungo itinerario Circonvallazione Gianicolense - via Quirino Majorana - via Francesco Grimaldi - viale Guglielmo Marconi.
Nel 1968 il viale dei Colli Portuensi venne prolungato fino all'incrocio con via Adolfo Gandiglio e nel 1973 fino al piazzale Eugenio Morelli, da dove si stacca l'ultimo tratto, che sale verso la via Portuense. Nel 1978, proprio all'altezza di via Gandiglio, venne edificata la struttura che ospita la parrocchia e la chiesa di Nostra Signora di Coromoto, che precedentemente, con il nome di San Giovanni di Dio, era accolta in un garage di via Raffaele Battistini. Molti degli allora residenti offrirono contributi monetari per costruire la nuova chiesa parrocchiale, che fu eretta con l'apporto finanziario determinante dei fedeli italiani emigrati nel Venezuela, alla cui patrona è dedicata. Oggi il viale rappresenta un importante riferimento soprattutto per i numerosi negozi che offre.
Il viale dei Colli Portuensi collega villa Doria Pamphilj alla via Portuense, mentre il suo prolungamento (viale Isacco Newton) raggiunge il viadotto della Magliana, che consente la comunicazione diretta con il quartiere dell'EUR.